# Royal Aircraft Factory S.E.5
A Royal Aircraft Factory S.E.5 együléses brit vadászrepülőgép.

## Története

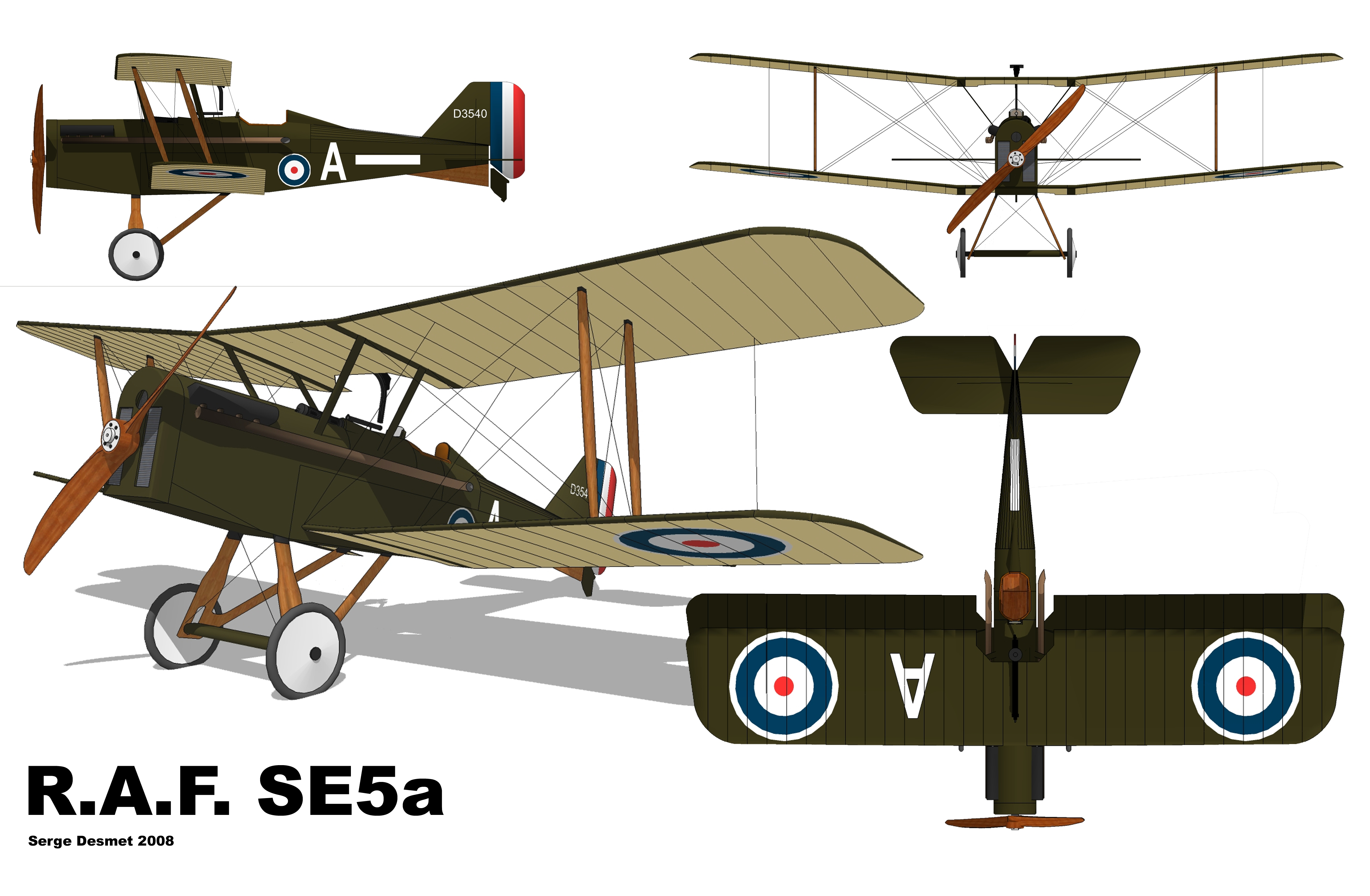
S.E.5a

Először 1916. november 22-én emelkedett a levegőbe az S.E.5 első prototípusa, az A4561. A gépet Henry P. Folland, J. Kenworthy és F.W. Goodden őrnagy tervezték az angol Royal Flying Corps megrendelésére Farnboroughban a Royal Aircraft Factory gyárában. A megrendelés értelmében az új gépnek a svájci Marc Birkigt által tervezett 150 LE-s úgynevezett Hispano-Suiza motorra kellett épülnie, ami az első világháború elején egy nagyon erős és modern motornak számított.   RAF által készített tervek nagy benyomást tettek az angol hadvezetésre és már a prototípus első felszállását megelőzően megrendelték az első 24 darabos szériát a gyártól. Ezen felül további két prototípust is építettek, A4562 és A4563 sorozatszámmal.
A második prototípus, az A4562 1916. december 4-én szállt fel először, majd Goodden őrnagy Franciaországba repült vele további tesztrepülések céljából. A franciaországi tesztek eredményei alapján kisebb módosításokat hajtottak végre a már legyártott, illetve gyártás alatt lévő szériagépeken is. A tesztelést követően a géppel visszarepültek Angliába, ahol azonban 1917. január 28-án egy rutin repülés során a második prototípus lezuhant és Goodden őrnagy életét vesztette. A későbbi vizsgálat megállapította, hogy a balesetet a szárnytartók és a bordák közötti csatlakozók gyengesége okozta. Ennek alapján további változtatásokat hajtottak végre a gépeken.
A harmadik prototípus, az A4563 lett az S.E.5a prototípusa.
Az első éles bevetésre 1917. április 22-én került sor a németek ellen a franciaországi vonalak mögötti járőrözés során, majd négy nappal később Albert Ball százados egy légicsatában sikeresen lelőtt vele két német repülőt.
1917 májusára az éles bevetések tapasztalait is figyelembe véve kezdtek hozzá a gép továbbfejlesztéséhez a RAF tervezői az A4563-as prototípus felhasználásával. A továbbfejlesztett gép a S.E.5a nevet kapta. A legfontosabb változás az volt, hogy az S.E.5a már 200 LE-s Hispano-Suiza motorokat kapott, ezáltal növekedett a végsebessége és javult az emelkedőképessége. Az eredeti típust 1917 végéig teljesen felváltotta az új, továbbfejlesztett változat.
Az I. világháború végéig 286 pilóta vesztette életét az S.E.5 és S.E.5a típusokkal repülve, ebből 207-en légicsatában, 79-en pedig a típussal bekövetkezett egyéb légibalesetek során haltak meg.

## Hadrendbe állító országok
Ausztrália
- Australian Flying Corps
- Royal Australian Air Force

 Kanada
- Kanadai Légierő
- Kanadai Királyi Légierő

 Lengyelország
- Lengyel Légierő

 Dél-Afrika
- South African Air Force

 Egyesült Királyság
- Királyi Repülő-hadtest /  Brit Királyi Légierő

 Amerikai Egyesült Államok
- American Expeditionary Force
- United States Army Air Corps

## Pilóták
- Albert Ball

## Külső hivatkozások
- Az I. világháború repülőgépei a Szegedi Tudományegyetem oldalán
- A ROYAL AIRCRAFT FACTORY. S.E.5 TÖRTÉNETE[halott link]
- RAF S.E.5 Archiválva 2007. február 14-i dátummal a Wayback Machine-ben a British Aircraft Directory oldalán